# Operní studio NDM

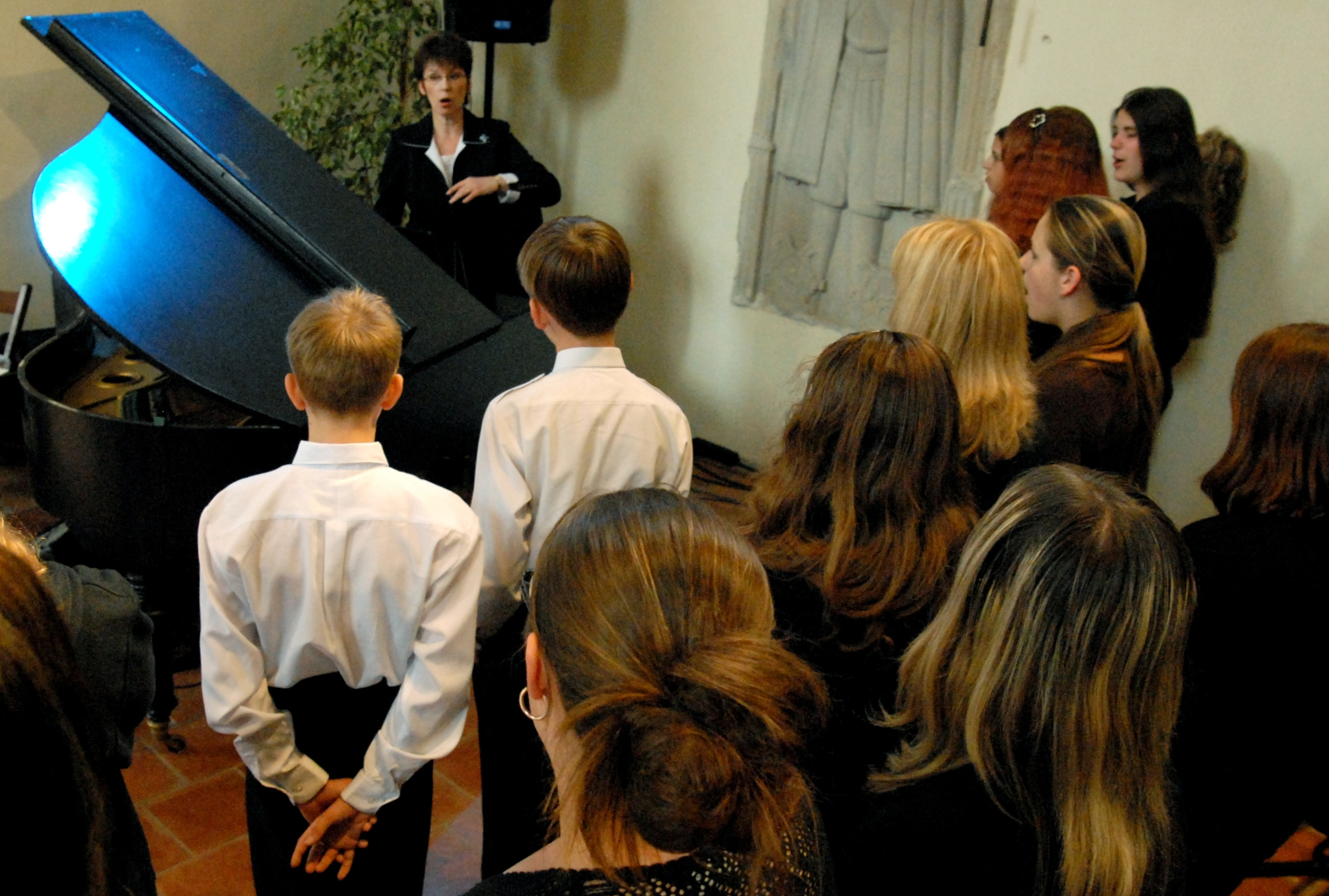
Lenka Živocká při práci se staršími členy Operního studia (2008)

Operní studio NDM pracuje od roku 1994 při Národním divadle moravskoslezském v Ostravě a věnuje se pěvecké a herecké výchově mladých talentů. Jeho vedoucí a sbormistryní je od počátku až do současnosti Lenka Živocká. Studio navštěvují děti a mladí lidé ve věku přibližně od 6 do 18 let. Pěveckou a hereckou průpravu získávají na pravidelných zkouškách, při nichž pod vedením Lenky Živocké a hlasového pedagoga Jiřího Halamy (případně i dirigenta nebo divadelního režiséra) studují repertoár pro konkrétní veřejnou produkci. Touto produkcí je nejčastěji operní, operetní či muzikálová inscenace NDM, v nichž členové Operního studia pravidelně spoluúčinkují. V případě potřeby vystupují také v činoherních či baletních inscenacích. Největší možnost seberealizace se však mladým zpěvákům a hercům – či spíše zpěvačkám a herečkám, protože větší část souboru tvoří dívky – nabízí v hudebních inscenacích, v nichž se členové Operního studia stávají hlavními protagonisty. Takovýchto samostatných projektů uvedlo Operní studio již celou řadu (například Archa Noemova, Midasovy oslí uši, Ogaři, Kolotoč, Hrajeme operu! - Kominíček), přičemž předlohy k některým z nich (Broučci, Jesličky svatého Františka, Čarodějnice z Babí Hůry, Ngoa-É) vytvořili současní čeští skladatelé (Ladislav Matějka, Pavel Helebrand) přímo pro tento soubor.